# Секонд-Меса
Секонд-Меса (англ. Second Mesa) — переписна місцевість (CDP) в США, в окрузі Навахо штату Аризона. Населення — 843 особи (2020).

## Географія
Секонд-Меса розташований за координатами 35°50′54″ пн. ш. 110°29′54″ зх. д. / 35.84833° пн. ш. 110.49833° зх. д. (35.848378, -110.498343). За даними Бюро перепису населення США в 2010 році переписна місцевість мала площу 103,96 км², з яких 103,92 км² — суходіл та 0,04 км² — водойми.

## Демографія

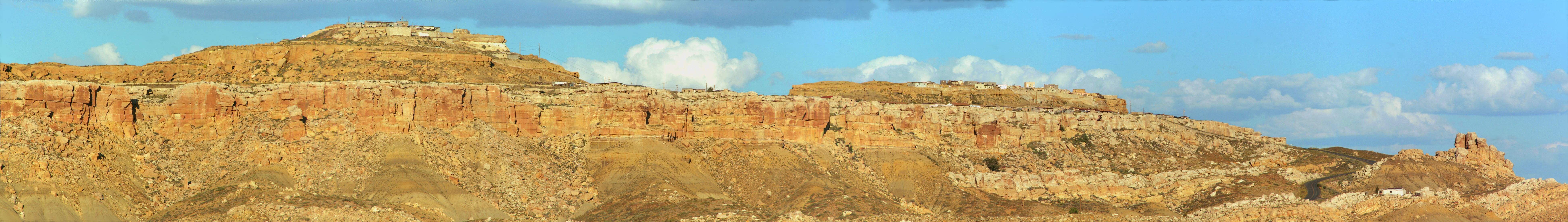
Панорама Секонд-Меси

Згідно з переписом 2010 року, у переписній місцевості мешкали 962 особи в 247 домогосподарствах у складі 192 родин. Густота населення становила 9 осіб/км². Було 325 помешкань (3/км²).
Расовий склад населення:
| - 95,7 % — корінних американців - 2,2 % — білих - 1,0 % — азіатів - 0,2 % — чорних або афроамериканців |

До двох чи більше рас належало 0,8 %. Частка іспаномовних становила 2,5 % від усіх жителів.
За віковим діапазоном населення розподілялося таким чином: 34,8 % — особи молодші 18 років, 57,7 % — особи у віці 18—64 років, 7,5 % — особи у віці 65 років та старші. Медіана віку мешканця становила 28,9 року. На 100 осіб жіночої статі у переписній місцевості припадало 90,9 чоловіків; на 100 жінок у віці від 18 років та старших — 88,3 чоловіків також старших 18 років.
Середній дохід на одне домашнє господарство становив 37 969 доларів США (медіана — 31 974), а середній дохід на одну сім'ю — 40 618 доларів (медіана — 34 028). За межею бідності перебувало 28,4 % осіб, у тому числі 40,9 % дітей у віці до 18 років та 20,5 % осіб у віці 65 років та старших.
Цивільне працевлаштоване населення становило 389 осіб. Основні галузі зайнятості: освіта, охорона здоров'я та соціальна допомога — 32,4 %, публічна адміністрація — 19,0 %, роздрібна торгівля — 14,9 %, виробництво — 11,3 %.